# برنيس إيدي
برنيس إيدي (بالإنجليزية: Bernice Eddy) هي عالمة وبائيات ‏ وعالمة أحياء دقيقة أمريكية، ولدت في 1903 في غلين ديل في الولايات المتحدة، وتوفيت في 1999.